# Stilpon varipes
Stilpon varipes är en tvåvingeart som beskrevs av Friedrich Hermann Loew 1862. Stilpon varipes ingår i släktet Stilpon och familjen puckeldansflugor.
Artens utbredningsområde är Pennsylvania. Inga underarter finns listade i Catalogue of Life.